# Lenghelo
Il lenghelo, detto anche lenghero, lenghelu o familiarmente lengheletto, è un folletto o spiritello presente nella tradizione popolare dei Castelli Romani. In molte regioni del Sud Italia questa figura magica viene conosciuta sotto il nome di farfaro, mentre è conosciuto con altri nomi nelle varie regioni d'Italia.
Secondo la leggenda ha un aspetto alto e longilineo, da cui il nome lenghelo, cioè "lungo" o "allungato". Spiritello dispettoso ma non malvagio, secondo la tradizione popolare si può osservare in varie situazioni: cammina sulle scale di legno, oppure si nasconde nei sottoscala. Disturba con scherzi coloro che non rispettano i propri familiari o semplicemente le persone a lui antipatiche letteralmente saltando loro sulla pancia durante il sonno. Inoltre, nasconde o rompe piccoli oggetti nella casa, ma può anche far trovare soldi
o dare numeri vincenti al lotto.
Secondo una tradizione popolare, il rifugio del lenghelo sarebbe all'interno di Palazzo Sforza-Cesarini di Genzano di Roma, ma la credenza più diffusa, almeno nel passato, è che ogni famiglia ne avesse uno (  Roberto Libera, Storie di streghe, fantasmi e lupi mannari nei Castelli Romani, Genzano di Roma, Consorzio SBCR editore, 2010. ).
Il lenghelo compare nella tipica espressione in dialetto marinese Te ballo sopp'a panza comm'u lenghelu!, cioè "Ti ballo sopra la pancia come il lenghelo". Inoltre, nella tombola marinese il numero 63 viene abbinato al lenghelu.